# Karl Gustav Hjelmérus
Karl Gustav Samuel Hjelmérus, K.G. Hjelmérus, född 26 oktober 1908 i Umeå, död 2 maj 1965 i Söderhamn, var en svensk präst och läroverkslektor.
Hjelmérus, som var son till lektor Alfred Hjelmérus och Ester Schander, avlade studentexamen i Härnösand 1927, teologisk-filosofisk examen vid Lunds universitet 1928, blev teologie kandidat och avlade praktisk-teologiska prov där 1931 och prästvigdes för Härnösands stift 1932. Han blev pastorsadjunkt i Indals församling 1932, i Sättna församling samma år, vice pastor där 1933, i Föllinge församling 1936, komminister i Ragunda församling 1937 och kyrkoherde i Sättna församling 1949. Efter att ha avlagt teologie licentiatexamen vid Uppsala universitet och filosofisk ämbetsexamen vid Göteborgs universitet  blev han  lektor i kristendomskunskap och filosofi vid Söderhamns högre allmänna läroverk 1958. Han var Riksantikvariens ombud i Ragunda, ledamot av kyrkofullmäktige från 1938 och vice ordförande i barnavårdsnämnden. I Föllinge var han ordförande i skolstyrelsen, pastoratsstämman och kyrkostämman. Han skrev Martin Luther. Den store reformatorn (1948) samt artiklar i tidskrifter och dagspress.